# Supercoppa Italiana (kvinder)
Supercoppa Italiana, er en pokalturnering i fodbold for kvindelige klubhold fra Italien arrangeret af og navngivet efter det italienske fodboldforbund, Federazione Italiana Giuoco Calcio.
Turneringen på følgende måde at vinderen af den nationale liga Serie A og vinderen af Coppa Italia, mødes.

## Vindere
Torres er den mest vindende klub, med syv title.
- 1997 – Modena
- 1998 – Milan
- 1999 – Milan
- 2000 – Torres
- 2001 – Verona
- 2002 – Foroni Verona
- 2003 – Foroni Verona
- 2004 – Torres
- 2005 – Verona
- 2006 – Fiammamonza
- 2007 – Verona
- 2008 – Verona
- 2009 – Torres
- 2010 – Torres
- 2011 – Torres
- 2012 – Torres
- 2013 – Torres
- 2014 – Brescia
- 2015 – Brescia
- 2016 – Brescia
- 2017 – Brescia
- 2018 – Fiorentina
- 2019 – Juventus